# Europees kampioenschap zeilwagenrijden 1963
Het Europees kampioenschap zeilwagenrijden 1963 was een door de Internationale Vereniging voor Zeilwagensport (FISLY) georganiseerd kampioenschap voor zeilwagenracers. De 1e editie van het Europees kampioenschap vond plaats in het Duitse Sankt Peter-Ording. 

## Uitslagen
| klasse   | Goud             | Zilver        | Brons         |
| -------- | ---------------- | ------------- | ------------- |
| Klasse 1 | Helmut Spielmann | Michel Comein | Christian Nau |

1963 ·
1964 ·
1965 ·
1966 ·
1967 ·
1968 ·
1969 ·
1970 ·
1971 ·
1972 ·
1973 ·
1974 ·
1975 ·
1976 ·
1977 ·
1978 ·
1979 ·
1980 ·
1981 ·
1982 ·
1983 ·
1984 ·
1985 ·
1986 ·
1987 ·
1988 ·
1989 ·
1990 ·
1991 ·
1992 ·
1993 ·
1994 ·
1995 ·
1996 ·
1997 ·
1998 ·
1999 ·
2000 ·
2001 ·
2002 ·
2003 ·
2004 ·
2005 ·
2006 ·
2007 ·
2009 ·
2010 ·
2011 ·
2013 ·
2015 ·
2016 ·
2017 ·
2019 ·
2020 ·